# Ġandala
Ġandala (en árabe: ڰـانـدالا‎) es una antigua ciudad portuaria, capital del distrito de Ġandala, a 75 kilómetros al este de la ciudad de Bosaso, 549 kilómetros al sur de Adén, y 475 kilómetros al oeste de Socotra.

## Historia
Ġandala, al igual que muchos otros puertos somalíes en el Golfo de Adén y el Océano Índico , pudo haber sido frecuentado por los fenicios, los egipcios , los persas, los griegos y romanos marineros. Un diario del año 50 d. C. contiene un mapa de todos los puertos y su importancia. Indica que Ġandala era un centro comercial de la canela y las especias.
Este comercio parece que evidencia que este pueblo era gente de mar que viajaron al Lejano Oriente, en la medida de lo que hoy es la India y China. No se sabe por qué los primeros habitantes se establecieron en las costas Ġandala, pero la explicación más probable es el comercio. Aparte de las gomas, marfil, pieles de animales y el incienso, el aumento del comercio costero se debió a las oportunidades que genera el puerto.
Las antiguas rutas de migración se unieron a los países del Golfo con Ġandala. La evidencia arqueológica sugiere que Ġandala puede haber sido un importante centro comercial en los siglos XV y XVI, participar en el comercio del Este de África con el Medio Oriente y Asia.
El nombre de la ciudad al principio era "Gacanka Hodonka", lo que significa golfo de prosperidad, se refiere a la comunidad Qandala y los comerciantes de éxito del este de África .

## Economía
Uno de los mayores productos de Qandala es una goma tradicional, que se exporta a varios países, como Yemen, Omán, Arabia Saudita, India, España y Australia. Un kilogramo de goma de mascar se vende por alrededor de $5, proporcionando un ingreso significativo para la comunidad Qandala.
Las tradiciones orales mencionan que Qandala era el puerto de salida de cientos de peregrinos de La Meca para realizar sus deberes islámicos y de culto (Hajj).
Los residentes cultivan acacias de las que extraen goma arábiga y crían dromedarios, vacas, cabras y ovejas. Ganadería, cueros y pieles, maderas aromáticas y pasas son exportados, mientras que el arroz, otros alimentos y la ropa importada. Los bienes de lujo consisten principalmente de textiles, metales preciosos y perlas.
Desde la caída del gobierno somalí de Siad Barre en 1991, la ciudad ha perdido su papel histórico, y ha iniciado un descenso gradual. Los italianos y los gobiernos de Somalia marginados de la ciudad después de la independencia y se olvidó de su historia antigua. Atrapados en un pueblo en declive y que se hunde poco a poco, los Ġandalenses se vieron obligadas a emigrar a Bosaso y Mogadiscio en busca de medios de vida. La administración centralizada y la concentración de la riqueza y las oportunidades en la capital provocó un éxodo rápido. Tiene una población estimada de 40.000, aunque las estimaciones han variado tan alto como 70.000 a 80.000.
- Datos: Q1668870
- Multimedia: Qandala / Q1668870